# Chloropseustes rondoniae
Chloropseustes rondoniae är en insektsart som beskrevs av Roberts och Frédéric Carbonell 1980. Chloropseustes rondoniae ingår i släktet Chloropseustes och familjen gräshoppor. Inga underarter finns listade i Catalogue of Life.